# Mieczysława Kowalska
Mieczysława Kowalska, in religione Maria Teresa di Gesù Bambino (Varsavia, 1º gennaio 1902 – Działdowo, 25 luglio 1941), è stata una religiosa polacca, venerata come beata dalla Chiesa Cattolica.

## Biografia
Mieczysława Kowalska entrò in convento di clarisse cappuccine a Przasnysz nel 1923 e pronunciò i voti perpetui il 26 luglio 1928, prendendo il nome di Maria Teresa di Gesù Bambino.
Il 2 aprile 1941 fu arrestata dalla Gestapo insieme a trentasei consorelle e internata nel campo di concentramento di Działdowo, dove contrasse la tubercolosi. Offrì le proprie sofferenze per la scarcerazione delle consorelle. Morì nel campo di concentramento di Soldau il 25 luglio 1941 e due settimane più tardi le consorelle furono scarcerate.

## Culto
Fu beatificata da Giovanni Paolo II il 13 giugno 1999 insieme ad altri 107 martiri polacchi.
La sua ricorrenza si celebra il 25 luglio, anniversario della sua morte.